# O scrisoare pierdută
O scrisoare pierdută este o comedie de moravuri sociale și politice, scrisă de dramaturgul român Ion Luca Caragiale, în anul 1884, publicată în revista „Convorbiri literare”, XVIII (1885), nr. 11-12.

## Specie
Este o comedie de moravuri în care sunt satirizate aspecte ale societății contemporane autorului, fiind inspirată din farsa electorală din anul 1883.
Comedia este o specie a genului dramatic care stârnește râsul prin surprinderea unor moravuri a unor tipuri umane sau a unor situații neașteptate. Finalul este întotdeauna fericit. Personajele sunt inferioare, iar conflictul comic este realizat prin contrastul dintre aparență și esență.

## Titlu
Titlul evidențiază contrastul comic dintre aparență și esență. Lupta pentru putere politică este de fapt o luptă de culise care folosește șantajul. Articolul nehotărât sugerează banalitatea întâmplării și repetabilitatea ei.

## Timp și spatiu
Acțiunea comediei este clasată „În capitala unui județ de munte, în zilele noastre”, adică la sfârșitul secolului al XIX-lea, într-un interval de 3 zile. 

## Rezumat

### Actul I
Scena inițială din actul I are rol de expozițiune și prezintă personajele Ștefan Tipătescu și Pristanda care citesc ziarul lui Nae Cațavencu și numără steagurile. Venirea lui Trahanache cu vestea deținerii scrisorii de amor de către adversarul politic constituie intriga comediei. Convingerea soțului înșelat că scrisoarea este o plastografie și temerea că Zoe ar putea afla de machiaverlâcul (machiavelism; tertip, șiretlic) lui Cațavencu sunt de un comic savuros.

### Actul II
Începe cu numărarea voturilor, cu o zi înaintea alegerilor. Grupul Farfuridi - Brânzovenescu se teme de trădarea prefectului. Tipătescu îi cere lui Pristanda să-l aresteze pe Cațavencu și îi percheziționează locuința pentru a găsi scrisoarea. Zoe, dimpotrivă, ordonă eliberarea avocatului și îi promite acestuia sprijinul ei. De la centru vine o depeșă care solicită alegerea altui candidat.

### Actul III
Acest act corespunde punctului culminant. Acțiunea se mută în sala mare a primăriei, unde are loc întrunirea electorală. Trahanache găsește o poliță falsificată de Cațavencu și vrea s-o folosească pentru contrașantaj. Se anunță în ședință numele candidatului susținut de comitet, Agamiță Dandanache. Încercarea lui Cațavencu de a vorbi public despre scrisoare eșuează din cauza scandalului iscat în sală de Pristanda. În încăierare, Cațavencu pierde pălăria în care era scrisoarea. Din nou, aceasta este găsită de către cetățeanul turmentat care i-o duce destinatarei.

### Actul IV
Conflictul este rezolvat pentru că scrisoarea ajunge la Zoe, iar Cațavencu se supune condițiilor ei. Trahanache este ales în unanimitate și totul se încheie cu festivitatea condusă de Cațavencu, unde adversarii se împacă.

## Personaje
- Nae Cațavencu
- Zaharia Trahanache
- Zoe Trahanache
- Ghiță Pristanda
- Cetățeanul turmentat
- Agamemnon Dandanache
- Tache Farfuridi
- Iordache Brânzovenescu
- Ștefan Tipătescu

## Structură
Comedia O scrisoare pierdută este împărțită în patru acte. Textul este conceput ca o succesiune dinamică de replici, iar principalul mod de expunere este dialogul. Intervențiile autorului, adică indicațiile scenice sau didascaliile, sunt prezente de obicei la începutul comediei, al unui act, sau sunt intercalate replicilor. Ele se referă la cadrul acțiunii, statutul personajelor, mimica și gestica acestora etc, și utilizează ca moduri de expunere descrierea și narațiunea.

## Premiera piesei
Gloria literară a lui Caragiale a fost consfințită în seara zilei de 26 octombrie 1884, la Iași, la lectura piesei "O scrisoare pierdută", în casele lui Iacob Negruzzi. Piesa a fost jucată în premieră pe scena Teatrului Național din București, la 13/25 noiembrie 1884, înregistrând un mare succes de public, prin seria de 11 reprezentații consecutive, în decurs de numai trei săptămâni.

### Reprezentațiile piesei la alte teatre
A fost reluată, până la sfârșitul anului, cu actorii Teatrului Național, la Iași, apoi la Craiova, echivalând cu răspândirea ei în toată țara și cu receptarea unanimă a publicului amator de teatru. 
Pentru autor, spectacolele de la teatrul ieșean au însemnat consacrarea, după ce în 1879 primele două reprezentări ale comediei "O noapte furtunoasă" au provocat scandal și l-au îndepărtat pentru un timp pe dramaturg de Teatrul Național și după ce, în 1880, "Conu Leonida față cu reacțiunea" trecuse aproape neobservată, jucându-se pe o scenă de mâna a doua, cum avea să consemneze Titu Maiorescu în studiul său din 1885, Comediile d-lui I.L. Caragiale.

## Interpretarea critică
Criticii teatrali ai timpului au socotit însă piesa lipsită de calități literare (Ionescu-Gion, Dassè, Claymoor), excepție făcând Ollănescu-Ascanio care a scris favorabil despre piesă. O apreciere favorabilă despre „O scrisoare pierdută”, scrie, fără a semna, și Gh. Panu în ziarul Lupta în decembrie 1884, cu ocazia reprezentării piesei la Naționalul ieșean.
Pe cei prezenți la reprezentațiile din 1884, Scrisoarea pierdută i-a impresionat prin acțiunea ei vie și prin forța extraordinară a satirei politice. Chiar detractorii lui Caragiale nu i-au putut refuza cunoașterea meritelor indiscutabile și în acest sens a fost nevoit să scrie în 1903, în "Causeris littèraires", Pompiliu Eliade, pentru care Scrisoarea pierdută era „cea mai bună bucată literară care s-a scris vreodată în limba română“, capodopera de necontestat a repertoriului nostru dramaturgic, o piesă clasică, în măsură să consacre nu numai un autor, ci și o întreagă literatură.